# (23644) Yamaneko
(23644) Yamaneko ist ein Asteroid des Hauptgürtels, der am 13. Januar 1997 vom japanischen Astronomen Akimasa Nakamura am Kuma-Kōgen-Observatorium (IAU-Code 360) in Kumakōgen in der japanischen Präfektur Ehime entdeckt wurde.
Der Asteroid wurde am 24. Juli 2002 nach der japanischen Yamaneko Group of Comet Observers benannt, die im Jahr 1980 von Kiyotaka Ichikawa und Akimasa Nakamura gegründet wurde.